# Letov Š-16
Bei dem tschechischen Flugzeug Letov Š-16 handelt es sich um einen einmotorigen zweisitzigen Doppeldecker, der als leichter Bomber entwickelt wurde. Die Auslegung dieses Typs beruht auf Erfahrungen, die mit der Letov Š-6 gesammelt wurden.

## Geschichte und Konstruktion
Der Erstflug der Maschine fand im November des Jahres 1926 statt. Die Konstruktion führte Alois Šmolík aus. Die Zelle war vollständig aus Metall gefertigt und mit Stoff bespannt. Das Fahrwerk war starr und verfügte über einen Hecksporn.
Nach der Vorführung in Le Bourget nahm das Muster an mehreren Luftrennen teil, bei denen die guten Flugleistungen internationales Aufsehen erregten. Lettland bestellte 22 Maschinen des Typs Š-16L mit einem Hispano-Suiza-Motor. Am 13. Oktober 1927 wurde mit diesem Typ auf der Route Prag–Benátky–Říp–Prag ein Weltrekord über die geschlossene 500-km-Strecke bei 1000 kg Zuladung mit 230,929 km/h durch den seinerzeitigen Chefpiloten von Letov, Alois Ježek, aufgestellt.
Die tschechoslowakische Armee bestellte insgesamt 116 Maschinen der Typen Š-16 (Aufklärer und Bomber) und Š-16B (reiner Bomber). Auch die Türkei bestellte im Jahr 1929 16 Maschinen dieses Typs. Als Š-16J wurde eine Maschine auf Schwimmern nach Jugoslawien geliefert. Die Maschinen blieben teilweise bis 1938 im Dienst.
Neben den Serienvarianten existierten auch noch einige Versuchsmuster, die mit einer vorangestellten 100er-Stelle bezeichnet wurden, so die Š-116 (1928, Handley Page), Š-216 (1928, Sternmotor), Š-316 (1929, Bug Abschnittsweise mit Duraluminium beplankt), Š-416 (1931), Š-516 (1930, Umbau für Rekordflüge mit einem 588 kW starken W-Motor Praga Asso, unter anderem teilverkleidetes Fahrwerk, erreichte auf geschlossener Strecke von 1000 km mit einer Nutzlast von 500 kg 276,3 km/h), Š-616 (1930, mit Hispano-Suiza 12Nbr, 10 Stück gefertigt, 4-Blatt-Propeller), Š-716, Š-816 (1932, Praga-ESV-Triebwerk). Die Š-916 mit einem Lorraine-Dietrich-Motor blieb nur Projekt.
Die Š-16 ist das erste tschechoslowakische Flugzeug mit einer Ganzmetall-Zelle.

## Militärische Nutzer

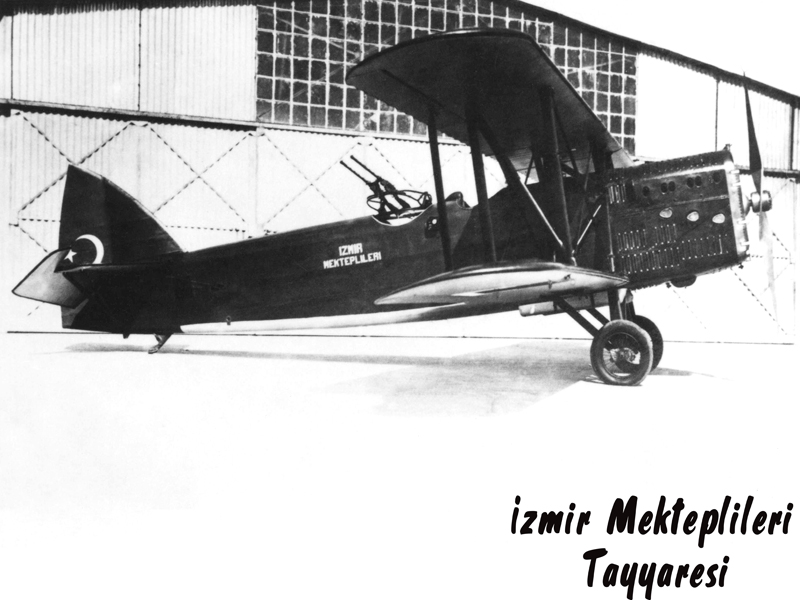
Türkische Letov Š-16T

- Jugoslawien – Königlich jugoslawische Marineflieger: 1
- Lettland: 21
- Tschechoslowakei: 115
- Türkei: 16

## Technische Daten

Dreiseitenriss

| Kenngröße             | Letov Š-16 | Letov Š-616                                                                                    |
| --------------------- | --- | ---------------------------------------------------------------------------------------------- |
| Länge                 | 10,22 m | 10,40 m                                                                                        |
| Spannweite            | 15,30 m | 15,30 m                                                                                        |
| Höhe                  | 3,23 m | 3,23 m                                                                                         |
| Flügelfläche          | 46,40 m² | 46,40 m²                                                                                       |
| Flächenbelastung      | 49,2 kg/m² | 62,7 kg/m²                                                                                     |
| Leermasse             | 1230 kg | 1850 kg                                                                                        |
| Startmasse            | 2280 kg | 2850 kg                                                                                        |
| Höchstgeschwindigkeit | 230 km/h | 260 km/h                                                                                       |
| Reisegeschwindigkeit  | 190 km/h | 225 km/h                                                                                       |
| Steigzeit             | 25 min auf 5000 m Höhe                                                                                               | 19 min auf 5000 m Höhe                                                                         |
| Einsatzdauer          | maximal 5,5 h | maximal 6 h                                                                                    |
| Dienstgipfelhöhe      | 7000 m | 6800 m                                                                                         |
| Reichweite            | 900 km | k. A.                                                                                          |
| Triebwerk             | ein 12-Zylinder-W-Motor Lorraine-Dietrich mit 331 kW (450 PS) bei 1850 min−1                                         | ein 12-Zylinder-V-Motor Hispano-Suiza 12Nbr mit 478 kW (650 PS)                                |
| Bewaffnung            | ein Vickers-MG 7,7 mm zwei Lewis-MG 7,7 mm in Lafette beweglich für den Beobachter/Bombenschützen zwei 300-kg-Bomben | zwei Lewis-MG 7,7 mm in Lafette beweglich für den Beobachter/Bombenschützen zwei 300-kg-Bomben |